# Ruthardská
Ruthardská ulice (oficiální název Ruthardská) se táhne podél bývalých městských hradeb v Kutné Hoře, spojuje Hrádek, kostel sv. Jakuba Staršího a Vlašský dvůr.

## Pověst
Ulice je pojmenována podle měšťanského rodu Ruthardů. Podle pověsti bohatý měšťan Jiří Ruthard vlastnící dům v této ulici nechtěl provdat svou dceru Rozinu, protože by jí musel vystrojit svatbu a dát věno. Proto ji nechal zazdít ve sklepení domu. Jiří Ruthard však svou dceru brzy následoval do hrobu. Rozina se prý poté v domě zjevovala a věštila domu zkázu. Ten se pak roku 1648 opravdu zřítil, přičemž zemřelo 15 lidí.